# RAG-Stiftung
Die RAG-Stiftung wurde am 26. Juni 2007 als eine rechtsfähige Stiftung des bürgerlichen Rechts mit einem Stiftungskapital von 2,0 Millionen Euro gegründet, um die Abwicklung des subventionierten deutschen Steinkohlenbergbaus zu bewältigen und die weitere Entwicklung des heutigen Evonik-Konzerns zu sichern. Die Anerkennung gemäß § 2 Stiftungsgesetz für das Land Nordrhein-Westfalen erfolgte am 10. Juli 2007.

## Zweck und Aufgaben
Der Zweck der RAG-Stiftung besteht in der Anpassung, Steuerung und Unterstützung des deutschen Steinkohlenbergbaus der RAG Aktiengesellschaft (ehemals Ruhrkohle AG) in Abhängigkeit von den gesetzlichen und sonstigen Rahmenbedingungen für die Beendigung der subventionierten Förderung der Steinkohle in Deutschland. Die subventionierte Förderung der Steinkohle in Deutschland endete im Dezember 2018 mit der Schließung des letzten Steinkohlenbergwerks Prosper-Haniel in Bottrop.
Gemäß ihrer Satzung hat die RAG-Stiftung zudem die folgenden Aufgaben:
- Sie trägt Verantwortung für die Finanzierung der Ewigkeitsaufgaben aus dem deutschen Steinkohlenbergbau der RAG Aktiengesellschaft: Grubenwasserhaltung, Poldermaßnahmen und Grundwasserreinigung.
- Eine weitere Aufgabe der RAG-Stiftung besteht in der Förderung von Bildung, Wissenschaft und Kultur in den ehemaligen Bergbauregionen an Ruhr, Saar und in Ibbenbüren, soweit dies im Zusammenhang mit dem deutschen Steinkohlenbergbau steht.

Im Falle der Auflösung der Stiftung fällt ein Drittel des Stiftungsvermögens an die Bundesrepublik Deutschland, über die Aufteilung des restlichen Vermögens haben sich die Länder Nordrhein-Westfalen und Saarland zu verständigen.

## Geschichte
Der Bund, die Kohleländer NRW und Saarland sowie die RAG Aktiengesellschaft und die IG BCE verständigten sich im Februar 2007 in Form einer sogenannten „Eckpunktevereinbarung“ darauf, bis Ende 2018 aus der subventionierten Steinkohlenförderung auszusteigen. Die Vereinbarung sah eine Überprüfung der Beendigung der subventionierten Förderung der Steinkohle durch den Deutschen Bundestag im Jahr 2012 vor. Auf Veranlassung des RAG-Konzerns wurde im Einvernehmen mit dem Bund, den Kohleländern Nordrhein-Westfalen und Saarland sowie der IG BCE am 26. Juni 2007 die RAG-Stiftung gegründet und am 10. Juli 2007 durch die Bezirksregierung Düsseldorf anerkannt.
Am 7. August 2007 verkauften die bisherigen Aktionäre der RAG Aktiengesellschaft (E.ON, RWE, ThyssenKrupp AG und Société Nouvelle Sidéchar SARL) ihre Anteile für je einen Euro an die RAG-Stiftung. Drei Tage später beschloss die Bundesregierung den Entwurf des Steinkohlefinanzierungsgesetzes. Um die Finanzierung der Ewigkeitskosten zu sichern, schlossen Nordrhein-Westfalen, das Saarland und die RAG-Stiftung den Erblastenvertrag zur Übernahme der Ewigkeitskosten des Steinkohlenbergbaus der RAG Aktiengesellschaft. Im Dezember 2007 trat das Steinkohlefinanzierungsgesetz in Kraft. Gleichzeitig wurde zwischen der RAG-Stiftung und der RAG Aktiengesellschaft ein Beherrschungs- und Ergebnisabführungsvertrag geschlossen. Außerdem erwarb die RAG-Stiftung die Evonik Industries AG von der RAG Aktiengesellschaft zum Buchwert von ca. 1,2 Milliarden Euro und wurde damit Eigentümerin des sogenannten weißen Bereichs der ehemaligen Ruhrkohle AG. Im Juni 2008 veräußerte die RAG-Stiftung 25,01 Prozent der Evonik-Aktien für 2,4 Milliarden Euro an CVC Capital Partners. Die RAG-Stiftung verfügte Ende 2013 über ein bilanziertes Vermögen von 3,8 Milliarden Euro, Ende 2017 war dieses auf rund 7,2 Milliarden Euro, im Mai 2024 auf rund 18 Milliarden Euro angewachsen. Gemäß dem Bundesverband Deutscher Stiftungen hat die RAG-Stiftung mit 15,314 Milliarden Euro gar das höchste Eigenkapital aller deutschen Stiftungen privaten Rechts.
Während der Gründungsphase entstand ein Streit um den Vorsitz. Der von der SPD favorisierte frühere Wirtschaftsminister und damalige Evonik-Vorstand (zu dieser Zeit firmierte das Unternehmen noch unter dem Namen RAG Beteiligungs AG) Werner Müller wurde von der CDU zunächst verhindert. Im Juni 2007 einigten sich die Teilnehmer des sogenannten Kohlegipfels in Berlin auf den ehemaligen BP-Manager Wilhelm Bonse-Geuking als Gründungsvorsitzenden der Stiftung.
In der Zeit vom 1. Dezember 2012 bis 24. Mai 2018 war Werner Müller Vorstandsvorsitzender der RAG-Stiftung. Er hatte auch gleichzeitig den Vorsitz in den Aufsichtsräten der Evonik Industries AG, der RAG Aktiengesellschaft und der DSK AG übernommen. Gemäß seiner Ankündigung aus Februar 2018 legte er seine Ämter per 24. Mai 2018 aus gesundheitlichen Gründen nieder. Werner Müller starb am 16. Juli 2019. Ihm zu Ehren wurde das Forum vor der Kohlenwäsche auf dem Gelände des UNESCO-Welterbes Zollverein in Essen in den Werner-Müller-Platz umbenannt.
Zum neuen Vorstandsvorsitzenden der RAG Aktiengesellschaft wurde im Jahr 2008 Bernd Tönjes bestellt. Im April 2013 erfolgte der Börsengang der Evonik Industries AG. Am 25. April wurde die Aktie erstmals an der Frankfurter und Luxemburger Wertpapierbörse notiert. Drei Monate später beteiligte sich die RAG-Stiftung mit 30 % an Vivawest GmbH (Wohnungsanbieter in NRW).
Im November 2017 bezog die RAG-Stiftung zusammen mit der Tochtergesellschaft RAG AG ihren neuen Sitz auf dem UNESCO-Welterbe Zollverein in Essen. Ein halbes Jahr später wechselte Bernd Tönjes als Vorstandsvorsitzender zur RAG-Stiftung. Zugleich übernahm Tönjes die Funktion des Vorsitzenden in den Aufsichtsräten der Evonik Industries AG, der RAG AG und der RAG Deutsche Steinkohle AG.
Im September 2018 platzierte die RAG-Stiftung bei einem Direktverkauf erfolgreich rund 3,5 % der insgesamt ausgegebenen Evonik-Aktien und zog sich damit weiter aus ihrer Beteiligung am Essener Spezialchemiekonzern zurück. Die RAG-Stiftung hält aktuell rund 54 % der Aktien an der Evonik.
Am 21. Dezember 2018 förderte das Bergwerk Prosper-Haniel in Bottrop die letzte deutsche Steinkohle. Die Ära des Steinkohlenbergbaus in Deutschland wurde damit sozialverträglich beendet. Im Januar 2019 begann die Ära des „Nachbergbaus“: Erstmals finanziert die RAG-Stiftung die dauerhaft verbleibenden „Ewigkeitsaufgaben“ in den Steinkohleregionen.
Am 5. April 2019 wurde Jürgen Rupp, seit 2008 Finanzvorstand der RAG AG, neuer Finanzvorstand der RAG-Stiftung. Er folgte Helmut Linssen nach, der aus Altersgründen ausschied.
Das Ressort Personal sowie Förderung von Bildung, Wissenschaft und Kultur wird im Vorstand von Bärbel Bergerhoff-Wodopia verantwortet.
Am 27. Februar 2020 kaufte ein Konsortium um Advent International, Cinven und die RAG-Stiftung für 17,2 Milliarden Euro Thyssenkrupp Elevator (die vormalige Aufzugsparte von Thyssenkrupp).
Ende November 2022 wurde bekannt, dass Armin Laschet, der ehemalige Ministerpräsident von Nordrhein-Westfalen, auf Vorschlag von Bundeswirtschaftsminister Robert Habeck den Vorsitz im Kuratorium der RAG-Stiftung übernimmt.
Die RAG-Stiftung war auch an Gesellschaften des Signa-Konzerns beteiligt. So gehört der RAG-Stiftung ein Viertel des Goldenen Quartiers Wien. Seit 2017 ist die Stiftung auch an der Signa Prime und seit 2020 an der Signa Development beteiligt und hatte auch Aufsichtsratsposten inne. Beide Gesellschaften sind 2023 insolvent geworden. Ausweislich des Jahresabschlusses der RAG-Stiftung für das Jahr 2023 wurde in diesem Zusammenhang eine außerplanmäßige Abschreibung in Höhe von 357,5 Mio. Euro vorgenommen, die aus einer erwarteten dauerhaften Wertminderung resultiert. 268,6 Mio. Euro dieser Wertberichtigungen entfallen dabei auf Wertpapiere von Immobilienunternehmen. Fragen an die Mitglieder der Kuratoriums, in welchem sowohl die Bundesregierung als auch die Landesregierungen des Saarlands und Nordrhein-Westfalens einsitzen, inwiefern man diese Investments beaufsichtigt hatte, wurden nicht beantwortet.

## Konzernstruktur
Unterhalb der RAG-Stiftung als Muttergesellschaft umfasst der Konzern die RAG AG (100%ige Tochter), die sich auf operativer Ebene um die Ewigkeitsaufgaben des deutschen Steinkohlenbergbaus kümmert und außerdem für die Altlasten (alte Schächte, Bergschäden) aufkommt, den nach der Equitymethode in den Konzernabschluss einbezogenen Spezialchemiekonzern Evonik (rund 54 %) und das Wohnungsunternehmen Vivawest GmbH (40 %), das 2012 aus dem Zusammenschluss von Evonik Wohnen und THS entstanden ist.

RSBG-Logo

Im Jahr 2014 wurde mit der RAG-Stiftung Beteiligungsgesellschaft mbH eine Industriebeteiligungsgesellschaft gegründet, die in erster Linie in Unternehmen, deren Produkte und Dienstleistungen für die globalen Veränderungen in den Bereichen Bevölkerungsentwicklung, Klimawandel und Neue Technologien von hoher Bedeutung sind, investiert. Im Jahr 2019 wurde die RAG-Stiftung Beteiligungsgesellschaft mbH in eine Europäische Aktiengesellschaft umgewandelt und firmiert seither unter RSBG SE. Die RSBG SE sieht sich als langfristiger Partner mittelständischer Unternehmen. Dementsprechend setzt die Gesellschaft mit einer Buy-and-Build-Strategie auf Investitionen in erfolgreiche Mittelständler.